# القديسة فيلومينا
فيلومينا هي ابنه لوالي من ولاة اليونان في عصر الملك دقلديانوس ولدت في 10 يناير من عام 291 ميلادية، وتعد من أشهر قديسات الكنيسة الغربية ولقد انتشرت سيرتها مع الوقت واصبحت معروفها لدى اغلب الكنائس الشرقية أيضا .
لم يكن لوالدها أبناء وكان وثني فعلم بالمسيح وبعد ايمانه بالمسيحية اعطاه الله النسل .
فامن واعتمد هو واهل بيته واعطاه الله ابنه اسماها لومينا والتي تعنى (نور الايمان) اما في المعمودية فقد دعيت وصار اسمها فيلومينا أي (بنت النور) في اللغة اللاتينية.
عندما راها الملك دقلديانوس عندما كانت مع ابيها وامها في زياره للقصر اعجب بها واراد الزواج بها ولكنها رفضت لانها تريد عيش حياة البتولية ولذلك القي بها في السجن لمدة اربعين يوم وفي اليوم السابع والثلاثين اضائت جدران السجن، ورأيت كلية الطهر القديسة مريم العذراء وقالت لها: انتي مدعوة من يوم معموديتك انك ابنة النور (أي الرب يسوع) ، وبعد ثلاثه أيام ستنالين الشهادة، لكن الرب سيرسل ملائكته لاعانتك حتي تتممي جهادك، بعدها امر دقلديانوس بخروجها من السجن وجلدها فتم الجلد وقام الجنود بربطها وجروها في شوارع المدينة والقوها في السجن، وكانت في حالة عدم الإدراك عندما رات الملاك غبريال ومعه ملاك اخر وقاما بسكب بلسما علي جسدها فشفيت، فعندما علم الإمبراطور ما حدث امر بتعليق هلب سفينة في رقبتها والقاها في النهر ولكن عناية الله ارسل لها الملاك غبريال وقطع سلاسل الهلب ورفعها ملاك اخر الي البر امام كل الحاضرين مما ادي الي ايمان عدد كبير جدا من الموجودين فثار الإمبراطور جدا وقال انها ساحرة اربطوها في شجرة والقوها بالسهام والرماح المشتعله وكان عندما يقوم أي جندي بتصويب سهمه أو رمحه إليها كان يدور اليه وبسبب هذا مات ستة جنود من جنود الإمبراطور بعدها امن جموع أكثر وأكثر وكانت الهتافات ترتفع الي السماء ممجده الي الله وعجائبة فعلم الإمبراطور بما حصل فامر بقطع راسها بحد السيف وتوجت باكليل المجد، وكان ذلك 10 أغسطس عام 304 ميلادية .
فيلومينا ، الذي يعتبر شهيدًا شابًا للكنيسة البدائية ، لم يظهر في أي شهادة استشهادية حتى القرن التاسع عشر . في 25 مايو 1802، بينما كانت الحفريات الأثرية جارية في سراديب الموتى في سانتا بريسيلا ، في طريق سالاريا في روما ، تم العثور على سرداب مغلق بثلاث ألواح من الطين . كان محاطًا برموز يُفترض أنها تشير إلى استشهاد وعذرية الشخص المدفون هناك ؛ وكانت الرموز: مرساة وثلاثة أسهم ونخلة وزهرة . حملوا النقش "لومينا - باكس تي - نائب الرئيس فاي». من خلال القراءة من السطر الأوسط وفقًا للتقاليد القديمة المتمثلة في بدء المرثية من هذا السطر، تم الحصول على النص الصحيح الذي يُقرأ على أنه " Pax tecum Filumena "، والذي يعني في اللاتينية "السلام عليكم ، فيلومينا".
عندما فتحوا القبر اكتشفوا هيكلًا عظميًا مكونًا من عظام صغيرة ولاحظوا في نفس الوقت أن الجسد قد اخترقته السهام . عند فحص الرفات، أكد الجراحون على نوع الإصابات التي تم تلقيها واتفق الخبراء على أن الجثة التي تم العثور عليها كانت لفتاة تبلغ من العمر 12 أو 13 عامًا. بالقرب من رأسه كانت مزهرية مكسورة تحتوي على ما فُسِّر على أنه دم جاف، على الرغم من أن مصادر أخرى تؤكد أنها كانت بقايا عطور. كانت الوعاء الذي يحتوي على بقايا الدم مرتبطًا بعادة المسيحيين الأوائل عند دفن الشهداء؛ أيضا بعلامة الكف. في وقت لاحق تم وضع جسده في صندوق من خشب الأبنوس مبطن بالحرير وتم تسليمه إلى الكنيسة١٠ أغسطس ١٨٠٥. نقلت رفاته إلى رعية عذراء النعمة في موغنانو، حيث يقع ملجأه. [ 2 ]
عندما كانت شابة، شفيت بولين جاريكوت من خلال شفاعة القديس فيلومينا من مرض القلب. على شرف القديس، أسس ثلاث جمعيات كاثوليكية: جمعية الوردية الحية، وجمعية نشر الإيمان، وجمعية الطفولة المقدسة. [ 3 ]

## روابط خارجية
- Johann Peter Kirsch, "St. Philomena" in Catholic Encyclopedia (New York 1911)
- David Farmer, "Philomena" in The Oxford Dictionary of Saints, Fifth Revised Edition (Oxford University Press 2011 ISBN 978-0-19-959660-7)
- Dr Mark Miravalle, Present Ecclesial Status of Devotion to St. Philomena, 2002, Retrieved March 12, 2013
- Sanctuary of St. Philomena in موغنانو ديل كاردينال، إيطاليا
- St. Philomena the Wonderworker by Father Paul O’Sullivan, O.P. (E.D.M)
- Litany to Saint Philomena
- Catholic Tradition Saint Philomena
- List of Places Devoted to Saint Philomena
- Johann Peter Kirsch, "St. Philomena" in Catholic Encyclopedia (New York 1911)
- David Farmer, "Philomena" in The Oxford Dictionary of Saints, Fifth Revised Edition (Oxford University Press 2011 ISBN 978-0-19-959660-7)
- Dr Mark Miravalle, Present Ecclesial Status of Devotion to St. Philomena, 2002, Retrieved March 12, 2013
- Sanctuary of St. Philomena in موغنانو ديل كاردينال، إيطاليا
- St. Philomena the Wonderworker by Father Paul O’Sullivan, O.P. (E.D.M)
- Litany to Saint Philomena
- Catholic Tradition Saint Philomena
- List of Places Devoted to Saint Philomena